# Leptodactylus mystacinus
Leptodactylus mystacinus är en groddjursart som först beskrevs av Hermann Burmeister 1861.  Leptodactylus mystacinus ingår i släktet Leptodactylus och familjen tandpaddor. IUCN kategoriserar arten globalt som livskraftig. Inga underarter finns listade i Catalogue of Life.
Leptodactylus mystacinus lever ständigt på land och lägger sina ägg omgivna av en om vispad äggvita erinrande massa i hålor invid någon vattensamling. Larverna lever här av den skumlika massan, tills regntidens vattenmassor sköljer dem ur hålan.